# Temporada 2018 de la Monster Energy NASCAR Cup Series

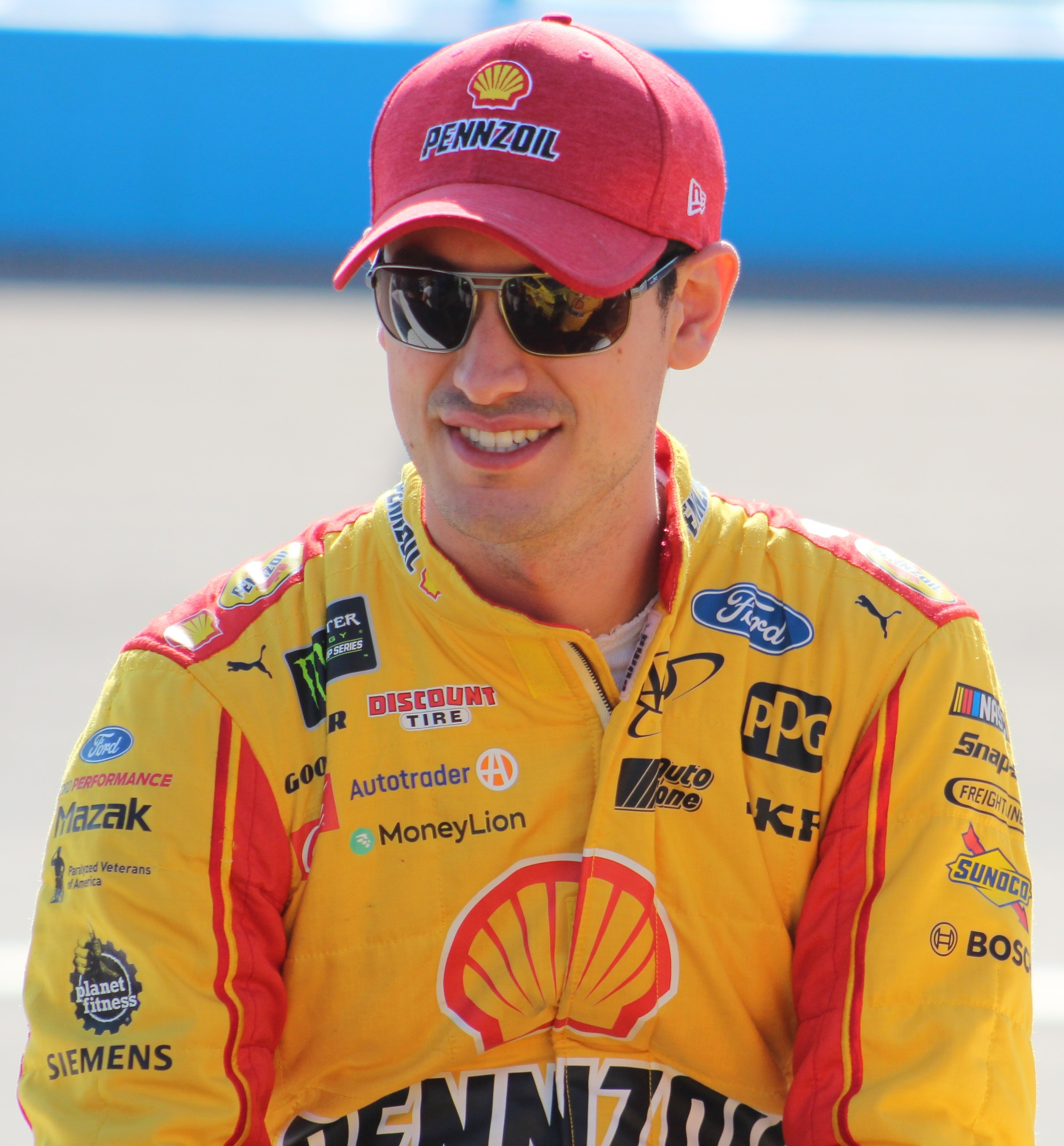
Joey Logano, el campeón de 2018

La Monster Energy NASCAR Cup Series 2018 fue la 70a temporada de carreras profesionales de autos stock de NASCAR en los Estados Unidos y la 47a temporada de la Copa de la era moderna. La temporada comenzó en el Daytona International Speedway con el Advance Auto Parts Clash, las carreras clasificatorias Can-Am Duel y la 60ª carrera de las 500 Millas de Daytona. La temporada regular terminó con el Brickyard 400 el 9 de septiembre de 2018. Los playoffs terminaron con el Ford EcoBoost 400 en Homestead-Miami Speedway el 18 de noviembre de 2018. Martin Truex Jr. fue el campeón defensor, habiendo ganado su primero en la serie.
La temporada 2018 fue la cuarta del actual contrato televisivo de 10 años con Fox Sports y NBC Sports y la tercera de un acuerdo de sanción de carreras de cinco años con todas las pistas. Es la primera temporada que presenta el trofeo del Campeonato de la temporada regular, que se otorga en la carrera final antes de los playoffs. Kyle Busch se alzó con el trofeo del Campeonato de la temporada regular MENCS al final de la Etapa 2 del Brickyard 400 2018. 

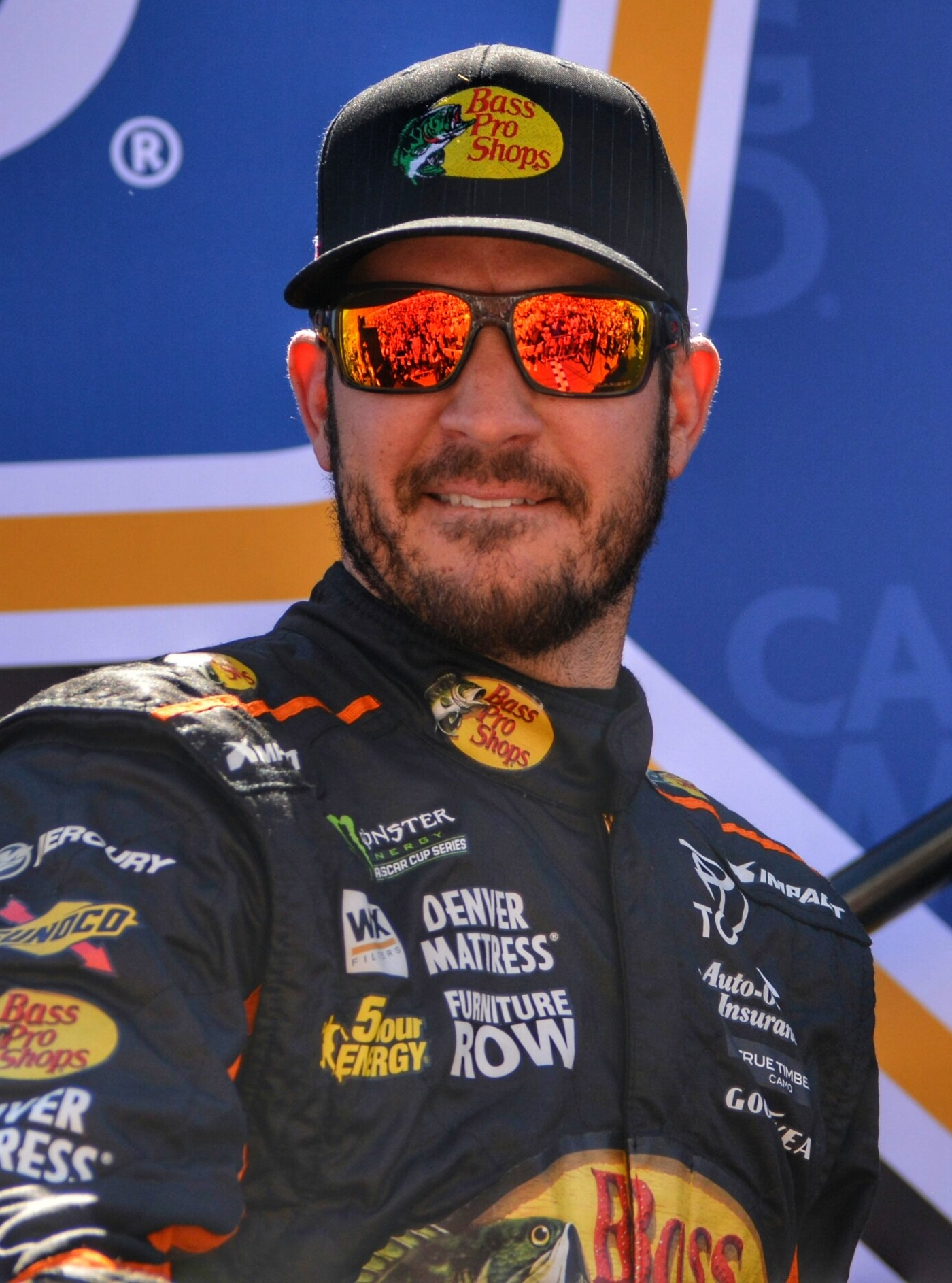
Martin Truex Jr, finalizó 5 puntos detrás de Joey Logano

La temporada marcó el debut del Chevrolet Camaro ZL1, que reemplazó al Chevrolet SS saliente y se convirtió en el primer auto stock de Chevrolet con base cupé desde que el Monte Carlo SS fue descontinuado en 2007. Esta fue también la última temporada para Kasey Kahne, quien anunció su intención de retirarse de las carreras al final de la temporada y se vio obligado a retirarse a principios de octubre de 2018 después de no recibir autorización médica para continuar,  así como BK Racing, quien vendió su equipo a Front Row Motorsports, y Furniture Row Racing, que dejará de funcionar después de 2018. También fue la última temporada que Ford lanzó el Fusion, reemplazándolo con el Ford Mustang en 2019. 
Joey Logano, conduciendo para el Equipo Penske en un Ford ganó el campeonato, después de derrotar a Martin Truex Jr, Kevin Harvick y Kyle Busch en un resultado 1-2-3-4 para el "Campeonato 4" en la 2018 ronda final en Homestead. Logano ganó tres carreras durante el transcurso de la temporada, habiendo ganado también la carrera de primavera en Talladega y la carrera de otoño en Martinsville. Austin Dillon fue el ganador de las 500 Millas de Daytona. Kyle Busch y Harvick ganaron la mayor cantidad de carreras con ocho cada uno; con Denny Hamlin y el siete veces campeón de la serie Jimmie Johnson concluyendo sus primeras temporadas sin victorias en la competencia de la Copa a tiempo completo. Erik Jones y Chase Elliott obtuvieron las primeras victorias de su carrera y William Byron se convirtió en el Novato del Año.

## Equipos y pilotos

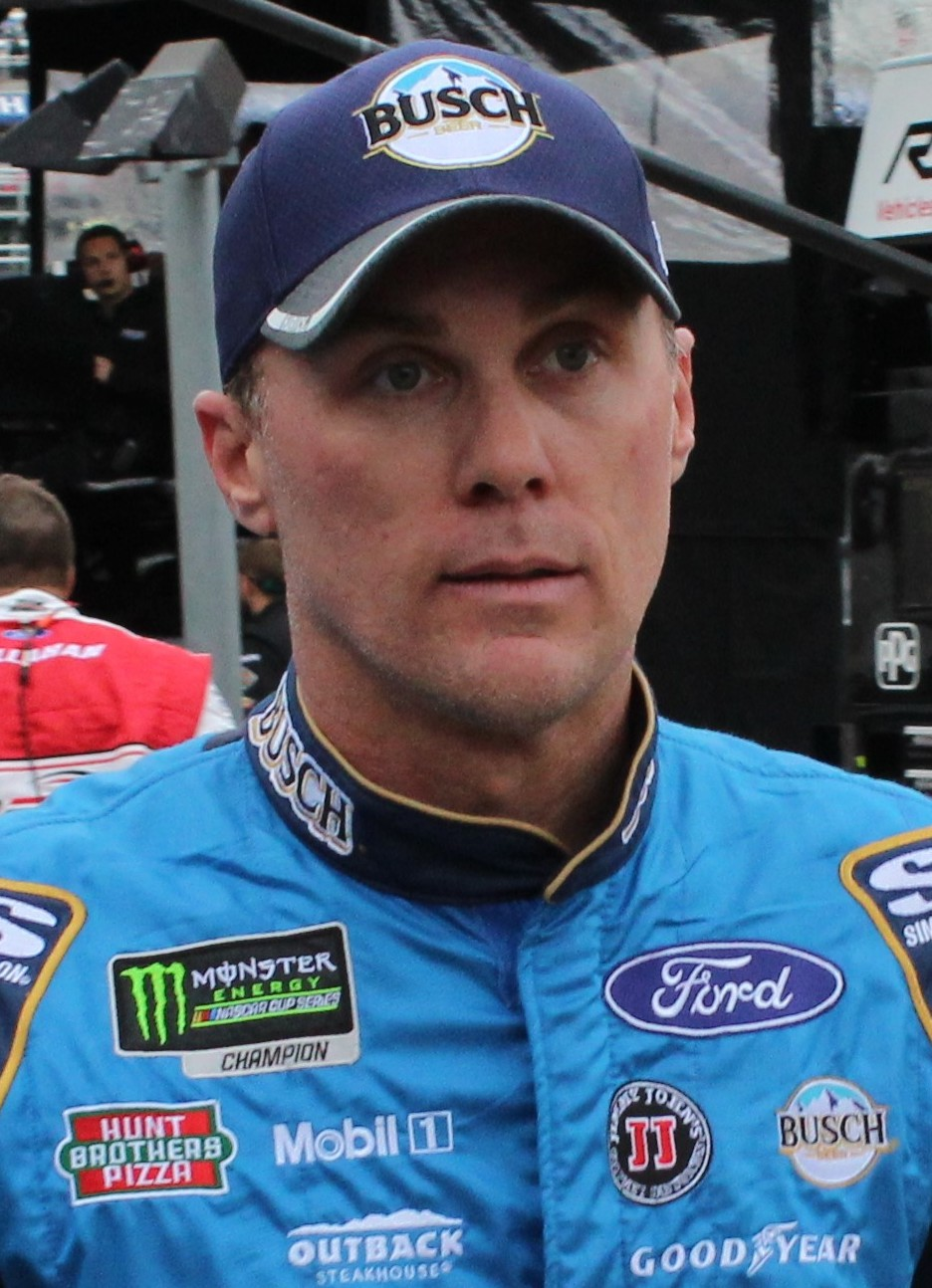
Kevin Harvick, finalizó 6 puntos detrás de Joey Logano, en tercer lugar

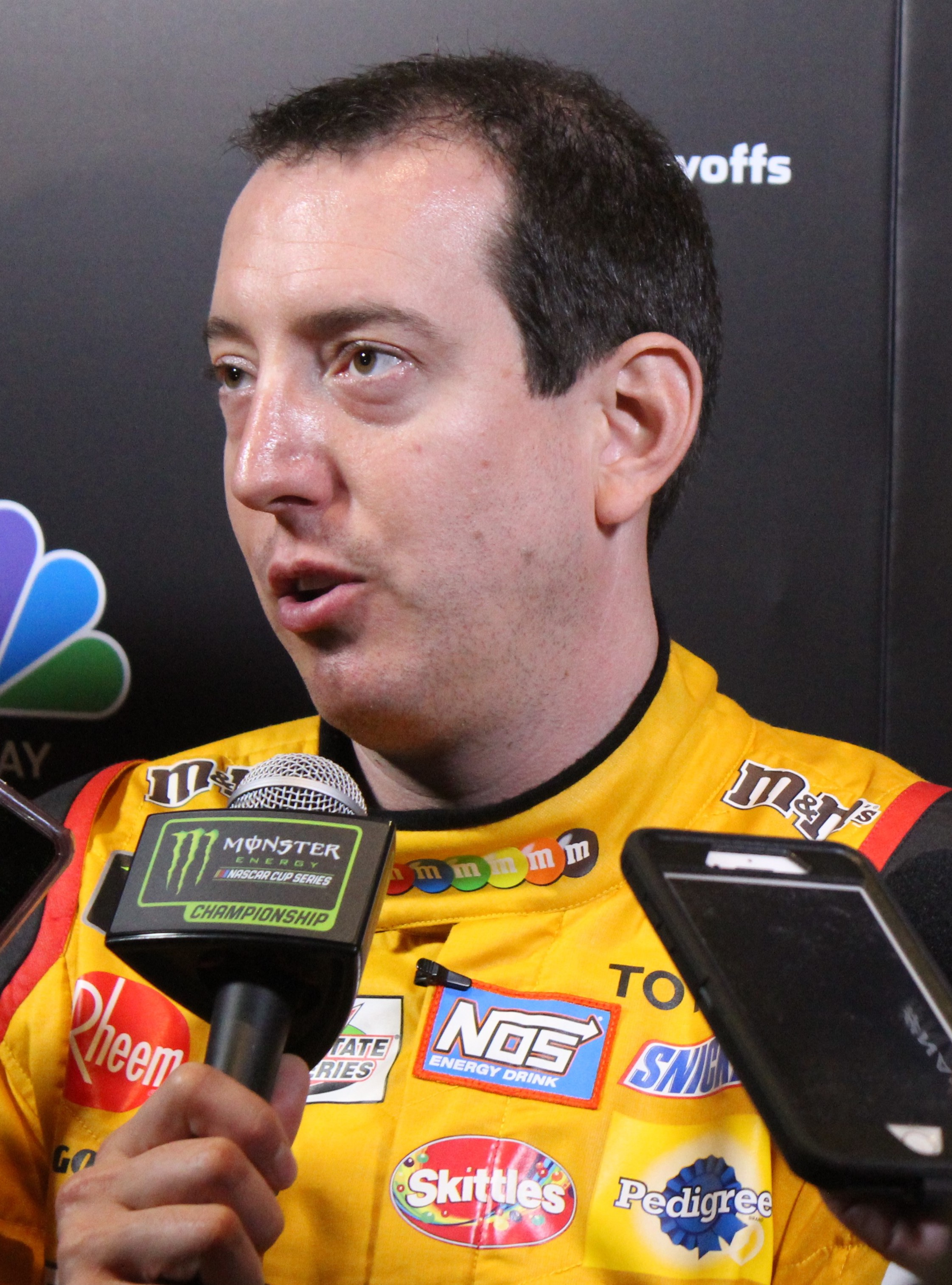
Kyle Busch, finalizó 7 puntos detrás de Joey Logano, en cuarto lugar

### Temporada completa
| Fabricante                                               | Equipo                    | N.º | Piloto                       |
| -------------------------------------------------------- | ------------------------- | --- | ---------------------------- |
| Chevrolet                                                | Chip Ganassi Racing       | 1   | Jamie McMurray               |
| Chevrolet                                                | Chip Ganassi Racing       | 42  | Kyle Larson                  |
| Chevrolet                                                | Germain Racing            | 13  | Ty Dillon                    |
| Chevrolet                                                | Hendrick Motorsports      | 9   | Chase Elliott                |
| Chevrolet                                                | Hendrick Motorsports      | 24  | William Byron (R)            |
| Chevrolet                                                | Hendrick Motorsports      | 48  | Jimmie Johnson               |
| Chevrolet                                                | Hendrick Motorsports      | 88  | Alex Bowman                  |
| Chevrolet                                                | JTG Daugherty Racing      | 37  | Chris Buescher               |
| Chevrolet                                                | JTG Daugherty Racing      | 47  | A. J. Allmendinger           |
| Chevrolet                                                | Leavine Family Racing     | 95  | Kasey Kahne 25 carreras      |
| Chevrolet                                                | Leavine Family Racing     | 95  | Regan Smith 11 carreras      |
| Chevrolet                                                | Premium Motorsports       | 15  | Ross Chastain 33 carreras    |
| Chevrolet                                                | Premium Motorsports       | 15  | Justin Marks 2 carreras      |
| Chevrolet                                                | Richard Childress Racing  | 3   | Austin Dillon                |
| Chevrolet                                                | Richard Childress Racing  | 31  | Ryan Newman                  |
| Chevrolet                                                | Richard Petty Motorsports | 43  | Bubba Wallace (R)            |
| Chevrolet                                                | StarCom Racing            | 00  | Jeffrey Earnhardt 5 carreras |
| Chevrolet                                                | StarCom Racing            | 00  | Landon Cassill 25 carreras   |
| Chevrolet                                                | StarCom Racing            | 00  | Joey Gase 5 carreras         |
| Chevrolet                                                | StarCom Racing            | 00  | Tomy Drissi 1 carreras       |
| Chevrolet                                                | TriStar Motorsports       | 72  | Corey LaJoie 23 carreras     |
| Chevrolet                                                | TriStar Motorsports       | 72  | Cole Whitt 13 carreras       |
| Ford                                                     | Front Row Motorsports     | 34  | Michael McDowell             |
| Ford                                                     | Front Row Motorsports     | 38  | David Ragan                  |
| Ford                                                     | Go Fas Racing             | 32  | Matt DiBenedetto             |
| Ford                                                     | Roush Fenway Racing       | 6   | Trevor Bayne 21 carreras     |
| Ford                                                     | Roush Fenway Racing       | 6   | Matt Kenseth 15 carreras     |
| Ford                                                     | Roush Fenway Racing       | 17  | Ricky Stenhouse Jr.          |
| Ford                                                     | Stewart-Haas Racing       | 4   | Kevin Harvick                |
| Ford                                                     | Stewart-Haas Racing       | 10  | Aric Almirola                |
| Ford                                                     | Stewart-Haas Racing       | 14  | Clint Bowyer                 |
| Ford                                                     | Stewart-Haas Racing       | 41  | Kurt Busch                   |
| Ford                                                     | Team Penske               | 2   | Brad Keselowski              |
| Ford                                                     | Team Penske               | 12  | Ryan Blaney                  |
| Ford                                                     | Team Penske               | 22  | Joey Logano                  |
| Ford                                                     | Wood Brothers Racing      | 21  | Paul Menard                  |
| Toyota                                                   | Furniture Row Racing      | 78  | Martin Truex Jr.             |
| Toyota                                                   | Joe Gibbs Racing          | 11  | Denny Hamlin                 |
| Toyota                                                   | Joe Gibbs Racing          | 18  | Kyle Busch                   |
| Toyota                                                   | Joe Gibbs Racing          | 19  | Daniel Suárez                |
| Toyota                                                   | Joe Gibbs Racing          | 20  | Erik Jones                   |
| Toyota 34 carreras Ford 2 carreras                       | BK Racing                 | 23  | Gray Gaulding 17 carreras    |
| Toyota 34 carreras Ford 2 carreras                       | BK Racing                 | 23  | J. J. Yeley 13 carreras      |
| Toyota 34 carreras Ford 2 carreras                       | BK Racing                 | 23  | Blake Jones 3 carreras       |
| Toyota 34 carreras Ford 2 carreras                       | BK Racing                 | 23  | Spencer Gallagher 1 carreras |
| Toyota 34 carreras Ford 2 carreras                       | BK Racing                 | 23  | Joey Gase 1 carreras         |
| Toyota 34 carreras Ford 2 carreras                       | BK Racing                 | 23  | Alon Day 1 carreras          |
| Chevrolet 23 carreras Ford 11 carreras Toyota 2 carreras | Rick Ware Racing          | 51  | Justin Marks 1 carreras      |
| Chevrolet 23 carreras Ford 11 carreras Toyota 2 carreras | Rick Ware Racing          | 51  | Harrison Rhodes 5 carreras   |
| Chevrolet 23 carreras Ford 11 carreras Toyota 2 carreras | Rick Ware Racing          | 51  | Cole Custer 3 carreras       |
| Chevrolet 23 carreras Ford 11 carreras Toyota 2 carreras | Rick Ware Racing          | 51  | Timmy Hill 3 carreras        |
| Chevrolet 23 carreras Ford 11 carreras Toyota 2 carreras | Rick Ware Racing          | 51  | Cody Ware 3 carreras         |
| Chevrolet 23 carreras Ford 11 carreras Toyota 2 carreras | Rick Ware Racing          | 51  | B. J. McLeod 13 carreras     |
| Chevrolet 23 carreras Ford 11 carreras Toyota 2 carreras | Rick Ware Racing          | 51  | Chris Cook 1 carreras        |
| Chevrolet 23 carreras Ford 11 carreras Toyota 2 carreras | Rick Ware Racing          | 51  | Ray Black Jr. 1 carreras     |
| Chevrolet 23 carreras Ford 11 carreras Toyota 2 carreras | Rick Ware Racing          | 51  | Josh Bilicki 1 carreras      |
| Chevrolet 23 carreras Ford 11 carreras Toyota 2 carreras | Rick Ware Racing          | 51  | Reed Sorenson 1 carreras     |
| Chevrolet 23 carreras Ford 11 carreras Toyota 2 carreras | Rick Ware Racing          | 51  | David Starr 1 carreras       |
| Chevrolet 23 carreras Ford 11 carreras Toyota 2 carreras | Rick Ware Racing          | 51  | Stanton Barrett 1 carreras   |
| Chevrolet 23 carreras Ford 11 carreras Toyota 2 carreras | Rick Ware Racing          | 51  | Jeb Burton 1 carreras        |
| Chevrolet 23 carreras Ford 11 carreras Toyota 2 carreras | Rick Ware Racing          | 51  | Joey Gase 1 carreras         |
| Source:                                                  |                           |     |                              |

### Temporada parcial
[cita requerida]
| Fabricante                   | Equipo                   | N.º | Piloto            | Rondas      |
| ---------------------------- | ------------------------ | --- | ----------------- | ----------- |
| Chevrolet                    | Beard Motorsports        | 62  | Brendan Gaughan   | 4 carreras  |
| Chevrolet                    | NY Racing Team           | 7   | J. J. Yeley       | 1 carreras  |
| Chevrolet                    | Premium Motorsports      | 7   | J. J. Yeley       | 2 carreras  |
| Chevrolet                    | Premium Motorsports      | 7   | D. J. Kennington  | 3 carreras  |
| Chevrolet                    | Premium Motorsports      | 7   | Reed Sorenson     | 6 carreras  |
| Chevrolet                    | Premium Motorsports      | 7   | Jeffrey Earnhardt | 1 carreras  |
| Chevrolet                    | Premium Motorsports      | 7   | Jesse Little      | 1 carreras  |
| Chevrolet                    | Premium Motorsports      | 7   | Garrett Smithley  | 1 carreras  |
| Chevrolet                    | Premium Motorsports      | 7   | Ross Chastain     | 1 carreras  |
| Chevrolet                    | Premium Motorsports      | 7   | Hermie Sadler     | 1 carreras  |
| Chevrolet                    | Premium Motorsports      | 55  | Joey Gase         | 1 carreras  |
| Chevrolet                    | Premium Motorsports      | 55  | Reed Sorenson     | 7 carreras  |
| Chevrolet                    | Premium Motorsports      | 55  | J. J. Yeley       | 1 carreras  |
| Chevrolet                    | Premium Motorsports      | 55  | Jeffrey Earnhardt | 1 carreras  |
| Chevrolet                    | Richard Childress Racing | 8   | Daniel Hemric     | 2 carreras  |
| Chevrolet                    | StarCom Racing           | 99  | Derrike Cope      | 3 carreras  |
| Chevrolet                    | StarCom Racing           | 99  | Garrett Smithley  | 2 carreras  |
| Chevrolet                    | StarCom Racing           | 99  | Kyle Weatherman   | 7 carreras  |
| Chevrolet                    | StarCom Racing           | 99  | Landon Cassill    | 4 carreras  |
| Chevrolet                    | StarCom Racing           | 99  | Gray Gaulding     | 2 carreras  |
| Ford                         | RBR Enterprises          | 92  | David Gilliland   | 1 carreras  |
| Ford                         | RBR Enterprises          | 92  | Timothy Peters    | 2 carreras  |
| Toyota                       | Gaunt Brothers Racing    | 96  | D. J. Kennington  | 7 carreras  |
| Toyota                       | Gaunt Brothers Racing    | 96  | Parker Kligerman  | 4 carreras  |
| Toyota                       | Gaunt Brothers Racing    | 96  | Jeffrey Earnhardt | 10 carreras |
| Toyota                       | Gaunt Brothers Racing    | 96  | Jesse Little      | 1 carreras  |
| Toyota                       | Obaika Racing            | 97  | David Starr       | 2 carreras  |
| Toyota                       | Obaika Racing            | 97  | Tanner Berryhill  | 2 carreras  |
| Ford 1 Toyota 19 Chevrolet 1 | MBM Motorsports          | 66  | Mark Thompson     | 1 carreras  |
| Ford 1 Toyota 19 Chevrolet 1 | MBM Motorsports          | 66  | Chad Finchum      | 1 carreras  |
| Ford 1 Toyota 19 Chevrolet 1 | MBM Motorsports          | 66  | Timmy Hill        | 19 carreras |
| Chevrolet 3 Ford 3           | Rick Ware Racing         | 52  | Cody Ware         | 1 carreras  |
| Chevrolet 3 Ford 3           | Rick Ware Racing         | 52  | B. J. McLeod      | 2 carreras  |
| Chevrolet 3 Ford 3           | Rick Ware Racing         | 52  | J. J. Yeley       | 1 carreras  |
| Chevrolet 3 Ford 3           | Rick Ware Racing         | 52  | Gray Gaulding     | 1 carreras  |
| Chevrolet 3 Ford 3           | Rick Ware Racing         | 52  | Harrison Rhodes   | 1 carreras  |

### Cambios

#### Fabricantes
- Con la discontinuación del SS después del año modelo 2017, Chevrolet presentó un nuevo estilo de carrocería basado en el Camaro ZL1.
- MBM Motorsports compró un viejo Ford, y lo corrió en las 500 Millas de Daytona con Mark Thompson al volante.  MBM dirigió Chevrolets y Toyotas en 2017. MBM Motorsports volvería a usar Toyotas durante la mayor parte del resto de 2018 a partir de Bristol con Chad Finchum.
- Después de ejecutar Chevrolets para la temporada 2017, Rick Ware Racing anunció que correrán con los tres fabricantes en 2018.
- El 7 de diciembre de 2017, Richard Petty Motorsports anunció que cambiarían los fabricantes de Ford a Chevrolet para la temporada 2018. Richard Petty Motorsports corrió Ford de 2010 a 2017 y la última vez que corrió un automóvil de General Motors fue en 2000.
- BK Racing cambió los fabricantes de Toyota a Ford en las 500 1000Bulbs.com de 2018 en Talladega antes de volver a Toyota en el Hollywood Casino 400 de 2018 en Kansas.
- Este será el último año del Ford Fusion, ya que el 17 de abril de 2018, Ford anunció el Ford Mustang como su entrada en la serie de la Copa para 2019.

### Cambios en el reglamento
Durante su gira anual de medios en noviembre de 2017, NASCAR anunció que se impondrían restricciones a las listas de tripulaciones en sus tres series nacionales. Los miembros de la tripulación se dividen en roles de "Organización", "Equipo de carretera" y "Equipo de boxes"; En la Serie de la Copa, un solo equipo solo puede tener una lista de 3-4 miembros de la tripulación organizativa (dependiendo de la cantidad de autos que presenten), 12 miembros de la tripulación de ruta y 5 miembros de la cuadrilla de boxes (reducido de 6, según se implementó en 2011 ). A los miembros de la tripulación se les debe asignar un número de camiseta y una carta correspondiente a su cargo, la cual debe llevar en sus uniformes de tripulación. El personal puede ser compartido entre los autos individuales de un equipo, incluso si no están enumerados explícitamente en su lista. El vicepresidente ejecutivo y director de desarrollo de carreras de NASCAR, Steve O'Donnell, declaró que estos cambios tenían la intención de mejorar la seguridad, así como mejorar su enfoque en el trabajo en equipo. 
En febrero de 2018, se anunció que la política de daños a vehículos introducida en 2017 había sido modificada, luego del análisis de los efectos de la regla en 2017, y para tener en cuenta la reducción en el personal de boxes. La duración de la ventana de reparación se ha ampliado a seis minutos y la penalización por tener demasiados miembros de la tripulación reparando el coche se redujo de la descalificación a una penalización de dos vueltas. Además, la duración de la primera sesión de clasificación en pistas intermedias y cortas se ha reducido de 20 a 15 minutos.
El 16 de mayo de 2018, NASCAR anunció que los equipos ya no necesitan comenzar la carrera con los neumáticos usados en la clasificación, debido a que los equipos que no pasan la inspección antes de la clasificación obtienen una ventaja. 

## Programa
El calendario final, que comprende 36 carreras, así como carreras de exhibición, que son Advance Auto Parts Clash, Can-Am Duel, carreras de duelos clasificatorios para las 500 Millas de Daytona y la All-Star Race, se publicó el 23 de mayo de 2017.  Los cambios clave de 2017 incluyen:
- Las 500 Millas de Daytona se celebran una semana antes. Como resultado de esto, todas las carreras desde Atlanta hasta Talladega (primavera), y también Pocono y Michigan en junio se moverán una semana antes de 2017.
- El Toyota Owners 400 en Richmond Raceway pasará del domingo por la tarde al sábado por la noche debido a problemas de asistencia.
- El AAA 400 Drive for Austin se moverá después del GEICO 500 y antes del KC Masterpiece 400. Debido a que Daytona se mudó una semana antes, Dover se vio obligado a mudarse a mayo, similar a 2016 y (algunos) años antes, cuando Daytona estaba en el fin de semana del Día de los Presidentes.
- La nueva fecha que Las Vegas Motor Speedway adquirió de New Hampshire Motor Speedway se trasladó a la primera carrera de playoffs para reemplazar la 400 de Overton en Chicagoland Speedway, que se remonta a julio antes de la Coke Zero Sugar 400. Eso significa que Coke Zero Sugar 400, Quaker State 400 y Foxwoods Resort Casino 301 se moverán una semana después de 2017.
- El Big Machine Vodka 400 en Brickyard en Indianapolis Motor Speedway se trasladará a septiembre para convertirse en la última carrera de la temporada regular, mientras que el Federated Auto Parts 400 en Richmond Raceway pasará a la segunda carrera en los octavos de final.
- El Bank of America 500 en el Charlotte Motor Speedway se moverá una semana antes de convertirse en la prueba de eliminación de la ronda de 16 y utilizará la pista del autódromo de diseño en lugar de su quad-oval. La distancia programada de la carrera también se acortará de 500 millas a 400 kilómetros, lo que dará como resultado un cambio de nombre al Bank of America Roval 400. Eso significa que el Gander Outdoors 400 en Dover International Speedway se moverá una semana después para convertirse en la primera carrera de la ronda de 12.
- En los cambios de transmisión, se agregó una semana libre adicional en junio para el fin de semana del Día del Padre entre Michigan y Sonoma para que las cadenas de Fox pudieran transmitir el US Open y la Copa Mundial de la FIFA 2018. La tercera semana libre será después de la carrera de agosto en Bristol.

| N.º                          | Nombre de la carrera                  | Pista                                                       | Fecha            |
| ---------------------------- | ------------------------------------- | ----------------------------------------------------------- | ---------------- |
|                              | Advance Auto Parts Clash              | Daytona International Speedway, Daytona Beach, Florida      | 11 de febrero    |
|                              | Can-Am Duel                           | Daytona International Speedway, Daytona Beach, Florida      | 15 de febrero    |
| 1                            | Daytona 500                           | Daytona International Speedway, Daytona Beach, Florida      | 18 de febrero    |
| 2                            | Folds of Honor QuikTrip 500           | Atlanta Motor Speedway, Hampton, Georgia                    | 25 de febrero    |
| 3                            | Pennzoil 400                          | Las Vegas Motor Speedway, Las Vegas, Nevada                 | 4 de marzo       |
| 4                            | TicketGuardian 500                    | ISM Raceway, Avondale, Arizona                              | 11 de marzo      |
| 5                            | Auto Club 400                         | Auto Club Speedway, Fontana, California                     | 18 de marzo      |
| 6                            | STP 500                               | Martinsville Speedway, Ridgeway, Virginia                   | 26 de marzo      |
| 7                            | O'Reilly Auto Parts 500               | Texas Motor Speedway, Fort Worth, Texas                     | 8 de abril       |
| 8                            | Food City 500                         | Bristol Motor Speedway, Bristol, Tennessee                  | 15-16 de abril   |
| 9                            | Toyota Owners 400                     | Richomnd Raceway, Richmond, Virginia                        | 21 de abril      |
| 10                           | GEICO 500                             | Talladega Superspeedway, Lincoln, Alabama                   | 29 de abril      |
| 11                           | AAA 400 Drive for the Autism          | Dover International Speedway, Dover, Delawere               | 6 de mayo        |
| 12                           | KC Masterpiece 400                    | Kansas Speedway, Kansas City, Kansas                        | 12 de mayo       |
|                              | Monster Energy Open                   | Charlotte Motor Speedway, Concord, California               | 19 de mayo       |
|                              | Monster Energy NASCAR All-Star Race   | Charlotte Motor Speedway, Concord, California               | 19 de mayo       |
| 13                           | Coca-Cola 600                         | Charlotte Motor Speedway, Concord, California               | 27 de mayo       |
| 14                           | Pocono 400                            | Pocono Raceway, Long Pond, Pensilvania                      | 3 de junio       |
| 15                           | FireKeppers Casino 400                | Michigan International Speedway, Brooklyn, Michigan         | 10 de junio      |
| 16                           | Toyota/Save Mart 350                  | Sonoma Raceway, Sonoma, California                          | 24 de junio      |
| 17                           | Overton's 400                         | Chicagoland Speedway, Joliet, Illinois                      | 1 de julio       |
| 18                           | Coke Zero Sugar 400                   | Daytona International Speedway, Daytona Beach, Florida      | 7 de julio       |
| 19                           | Quaker State 400 presented by Walmart | Kentucky Speedway, Sparta, Kentucky                         | 14 de julio      |
| 20                           | Foxwoods Resort Casino 301            | New Hampshire Motor Speedway, Loundon, New Hampshire        | 22 de julio      |
| 21                           | Gander Outdoors 400                   | Pocono Raceway, Long Pond, Pennsilvania                     | 29 de julio      |
| 22                           | Go Bowling at th Glen                 | Watkins Glen International, Watkins Glen, New York          | 5 de agosto      |
| 23                           | Consumers Energy 400                  | Michigan International Speedway, Brooklyn, Michigan         | 12 de agosto     |
| 24                           | Bass Pro Shops NRA Night Race         | Bristol Motor Speedway, Bristol, Tennessee                  | 18 de agosto     |
| 25                           | Bojangles' Southern 500               | Darlington Raceway, Darlington, Carolina Del Sur            | 2 de septiembre  |
| 26                           | Big Machine Vodka 400 at the Bickyard | Indianapolis Motor Speedway, Speedway, Indiana              | 10 de septiembre |
| Eliminatorias del campeonato |                                       |                                                             |                  |
| Ronda de 16                  |                                       |                                                             |                  |
| 27                           | South Point 400                       | Las Vegas Motor Speedway, Las Vegas, Nevada                 | 16 de septiembre |
| 28                           | Federated Auto Parts 400              | Richmond Raceway, Richmond, Virginia                        | 22 de septiembre |
| 29                           | Bank of America Roval 400             | Charlotte Motor Speedway (Road Course), Concord, California | 30 de septiembre |
| Ronda de 12                  |                                       |                                                             |                  |
| 30                           | Gander Outdoors 400                   | Dover International Speedway, Dover, Delawere               | 7 de octubre     |
| 31                           | 1000Bulbs.com 500                     | Talladega Superspeedway, Lincoln, Alabama                   | 14 de octubre    |
| 32                           | Hollywood Casino 400                  | Kansas Speedway, Kansas City, Kansas                        | 21 de octubre    |
| Ronda de 8                   |                                       |                                                             |                  |
| 33                           | First Data 500                        | Martinsville Speedway, Ridgeway, Virginia                   | 28 de octubre    |
| 34                           | AAA Texas 500                         | Texas Motor Speedway, Fort Worth, Texas                     | 4 de noviembre   |
| 35                           | Can-Am 500                            | ISM Raceway, Avondale, Arizona                              | 11 de noviembre  |
| Campeonato 4                 |                                       |                                                             |                  |
| 36                           | Ford EcoBoost 400                     | Homestead-Miami Speedway, Homestead, Florida                | 18 de noviembre  |

Carreras de Crown Jewel en negrita
1. ↑  «2018 NASCAR Sprint Cup Series Team / Driver Chart». Jayski.com. Jayski's Silly Season Site. Archivado desde el original el 2 de agosto de 2017. Consultado el 31 de julio de 2017.
2. ↑  «Roush sets Matt Kenseth's schedule for remainder of 2018». Consultado el 8 de julio de 2018.

## Clasificaciones y resultados
Fuente:

### Resultados por carrera
| N.º                                       | Carrera                                | Pole position    | Más vueltas lideradas     | Ganador            | Fabricante |
| ----------------------------------------- | -------------------------------------- | ---------------- | ------------------------- | ------------------ | ---------- |
| 001 !                                     | Advance Auto Parts Clash               | Austin Dillon    | Brad Keselowski           | Brad Keselowski    | Ford       |
| 002 !                                     | Can-Am Duel 1                          | Alex Bowman      | Joey Logano               | Ryan Blaney        | Ford       |
| 003 !                                     | Can-Am Duel 2                          | Denny Hamlin     | Chase Elliott             | Chase Elliott      | Chevrolet  |
| 1                                         | Daytona 500                            | Alex Bowman      | Ryan Blaney               | Austin Dillon      | Chevrolet  |
| 2                                         | Folds of Honor QuikTrip 500            | Kyle Busch       | Kevin Harvick             | Kevin Harvick      | Ford       |
| 3                                         | Pennzoil 400                           | Ryan Blaney      | Kevin Harvick             | Kevin Harvick      | Ford       |
| 4                                         | TicketGuardian 500                     | Martin Truex Jr. | Kyle Busch                | Kevin Harvick      | Ford       |
| 5                                         | Auto Club 400                          | Martin Truex Jr. | Martin Truex Jr.          | Martin Truex Jr.   | Toyota     |
| 6                                         | STP 500                                | Martin Truex Jr. | Clint Bowyer              | Clint Bowyer       | Ford       |
| 7                                         | O'Reilly Auto Parts 500                | Kurt Busch       | Kyle Busch                | Kyle Busch         | Toyota     |
| 8                                         | Food City 500                          | Kyle Busch       | Kyle Larson               | Kyle Busch         | Toyota     |
| 9                                         | Toyota Owners 400                      | Martin Truex Jr. | Martin Truex Jr.          | Kyle Busch         | Toyota     |
| 10                                        | GEICO 500                              | Kevin Harvick    | Joey Logano               | Joey Logano        | Ford       |
| 11                                        | AAA 400 Drive for Autism               | Kyle Larson      | Kevin Harvick             | Kevin Harvick      | Ford       |
| 12                                        | KC Masterpiece 400                     | Kevin Harvick    | Kyle Larson               | Kevin Harvick      | Ford       |
| 003 !                                     | Monster Energy Open                    | Aric Almirola    | Daniel Suárez             | A. J. Allmendinger | Chevrolet  |
| 004 !                                     | Monster Energy NASCAR All-Star Race    | Matt Kenseth     | Kevin Harvick             | Kevin Harvick      | Ford       |
| 13                                        | Coca-Cola 600                          | Kyle Busch       | Kyle Busch                | Kyle Busch         | Toyota     |
| 14                                        | Pocono 400                             | Ryan Blaney      | Kevin Harvick             | Martin Truex Jr.   | Toyota     |
| 15                                        | FireKeepers Casino 400                 | Kurt Busch       | Kevin Harvick             | Clint Bowyer       | Ford       |
| 16                                        | Toyota/Save Mart 350                   | Kyle Larson      | Martin Truex Jr.          | Martin Truex Jr.   | Toyota     |
| 17                                        | Overton's 400                          | Paul Menard      | Aric Almirola             | Kyle Busch         | Toyota     |
| 18                                        | Coke Zero Sugar 400                    | Chase Elliott    | Ricky Stenhouse Jr.       | Erik Jones         | Toyota     |
| 19                                        | Quaker State 400                       | Martin Truex Jr. | Martin Truex Jr.          | Martin Truex Jr.   | Toyota     |
| 20                                        | Foxwoods Resort Casino 301             | Kurt Busch       | Kurt Busch                | Kevin Harvick      | Ford       |
| 21                                        | Gander Outdoors 400                    | Daniel Suárez    | Kyle Busch                | Kyle Busch         | Toyota     |
| 22                                        | Go Bowling at The Glen                 | Denny Hamlin     | Chase Elliott             | Chase Elliott      | Chevrolet  |
| 23                                        | Consumers Energy 400                   | Denny Hamlin     | Kevin Harvick             | Kevin Harvick      | Ford       |
| 24                                        | Bass Pro Shops NRA Night Race          | Kyle Larson      | Ryan Blaney               | Kurt Busch         | Ford       |
| 25                                        | Bojangles' Southern 500                | Denny Hamlin     | Kyle Larson               | Brad Keselowski    | Ford       |
| 26                                        | Big Machine Vodka 400 at the Brickyard | Kyle Busch       | Clint Bowyer Denny Hamlin | Brad Keselowski    | Ford       |
| Monster Energy NASCAR Cup Series Playoffs |                                        |                  |                           |                    |            |
| Ronda de 16                               |                                        |                  |                           |                    |            |
| 27                                        | South Point 400                        | Erik Jones       | Martin Truex Jr.          | Brad Keselowski    | Ford       |
| 28                                        | Federated Auto Parts 400               | Kevin Harvick    | Martin Truex Jr.          | Kyle Busch         | Toyota     |
| 29                                        | Bank of America Roval 400              | Kurt Busch       | Kyle Larson               | Ryan Blaney        | Ford       |
| Ronda de 12                               |                                        |                  |                           |                    |            |
| 30                                        | Gander Outdoors 400                    | Kyle Busch       | Kevin Harvick             | Chase Elliott      | Chevrolet  |
| 31                                        | 1000Bulbs.com 500                      | Kurt Busch       | Kurt Busch                | Aric Almirola      | Ford       |
| 32                                        | Hollywood Casino 400                   | Joey Logano      | Joey Logano               | Chase Elliott      | Chevrolet  |
| Ronda de 8                                |                                        |                  |                           |                    |            |
| 33                                        | First Data 500                         | Kyle Busch       | Joey Logano               | Joey Logano        | Ford       |
| 34                                        | AAA Texas 500                          | Ryan Blaney      | Kevin Harvick             | Kevin Harvick      | Ford       |
| 35                                        | Can-Am 500                             | Kevin Harvick    | Kyle Busch                | Kyle Busch         | Toyota     |
| Championship 4                            |                                        |                  |                           |                    |            |
| 36                                        | Ford EcoBoost 400                      | Denny Hamlin     | Joey Logano               | Joey Logano        | Ford       |

### Campeonato de Pilotos
| 1                                                      | Joey Logano         | 4   | 6   | 7    | 19  | 5    | 6   | 6   | 9    | 412 | 1*  | 13   | 3   | 22    | 9   | 7   | 19  | 8    | 39    | 10   | 9   | 26  | 37  | 10   | 42  | 2    | 13  | 4   | 14   | 10   | 3    | 5    | 8*1 | 1*2 | 3    | 37  | 1*  | 5040   | –               | 155               |
| 2                                                      | Martin Truex Jr.    | 18  | 5   | 4    | 5   | 1*12 | 4   | 37  | 30   | 14* | 26  | 4    | 2   | 2     | 1   | 18  | 1*  | 4    | 2     | 1*12 | 41  | 15  | 21  | 14   | 30  | 11   | 40  | 3*1 | 3*12 | 14   | 15   | 23   | 5   | 3   | 9    | 14  | 2   | 5035   | –               | 383               |
| 3                                                      | Kevin Harvick       | 31  | 1*1 | 1*12 | 1   | 35   | 5   | 21  | 7    | 5   | 4   | 1*12 | 1   | 40    | 4*2 | 2*2 | 2   | 32   | 19    | 5    | 1   | 42  | 10  | 1*12 | 10  | 4    | 4   | 39  | 2    | 9    | 6*12 | 282  | 122 | 10  | 1*12 | 5   | 31  | 5034   | –               | 542               |
| 4                                                      | Kyle Busch          | 25  | 7   | 2    | 2*1 | 3    | 2   | 1*2 | 1    | 1   | 13  | 35   | 10  | 1*123 | 3   | 4   | 5   | 1    | 33    | 4    | 2   | 1*  | 3   | 3    | 20  | 7    | 8   | 7   | 1    | 32   | 8    | 26   | 2   | 4   | 17   | 1*2 | 4   | 5033   | –               | 551               |
| Fuera del Championship 4                               |                     |     |     |      |     |      |     |     |      |     |     |      |     |       |     |     |     |      |       |      |     |     |     |      |     |      |     |     |      |      |      |      |     |     |      |     |     |        |                 |                   |
| 5                                                      | Aric Almirola       | 11  | 13  | 10   | 7   | 12   | 14  | 32  | 6    | 17  | 7   | 11   | 9   | 13    | 7   | 11  | 8   | 25*1 | 27    | 8    | 3   | 25  | 22  | 7    | 31  | 14   | 23  | 6   | 5    | 19   | 13   | 1    | 10  | 11  | 8    | 4   | 9   | 2354   | 60              | 6                 |
| 6                                                      | Chase Elliott       | 33  | 10  | 34   | 3   | 16   | 9   | 11  | 29   | 2   | 3   | 12   | 12  | 11    | 10  | 9   | 4   | 19   | 34    | 13   | 52  | 71  | 1*2 | 9    | 3   | 5    | 15  | 36  | 4    | 6    | 1    | 31   | 1   | 7   | 6    | 231 | 7   | 2350   | 74              | 18                |
| 7                                                      | Kurt Busch          | 261 | 8   | 35   | 102 | 14   | 11  | 7   | 22   | 11  | 2   | 5    | 8   | 8     | 19  | 3   | 6   | 17   | 37    | 6    | 8*  | 9   | 9   | 6    | 1   | 6    | 6   | 21  | 18   | 5    | 5    | 14*1 | 18  | 6   | 7    | 32  | 10  | 2350   | 101             | 154               |
| 8                                                      | Brad Keselowski     | 32  | 2   | 6    | 15  | 4    | 10  | 33  | 2312 | 8   | 331 | 6    | 14  | 4     | 5   | 6   | 13  | 9    | 36    | 3    | 32  | 38  | 17  | 2    | 16  | 1    | 1   | 12  | 9    | 31   | 14   | 27   | 6   | 5   | 12   | 2   | 5   | 2343   | 56              | 256               |
| 9                                                      | Kyle Larson         | 19  | 9   | 3    | 18  | 2    | 16  | 36  | 2*   | 7   | 40  | 10   | 4*2 | 7     | 2   | 28  | 14  | 2    | 29    | 9    | 12  | 23  | 6   | 17   | 2   | 3*12 | 14  | 2   | 7    | 25*1 | 12   | 11   | 3   | 37  | 5    | 3   | 132 | 2299   | 50              | 68                |
| 10                                                     | Ryan Blaney         | 7*2 | 12  | 5    | 16  | 8    | 32  | 5   | 35   | 22  | 18  | 8    | 371 | 36    | 6   | 81  | 34  | 18   | 40    | 2    | 7   | 12  | 12  | 5    | 7*1 | 15   | 11  | 5   | 19   | 12   | 11   | 29   | 7   | 20  | 2    | 34  | 17  | 2298   | 76              | 139               |
| 11                                                     | Denny Hamlin        | 3   | 4   | 17   | 4   | 6    | 121 | 34  | 14   | 3   | 14  | 7    | 5   | 3     | 35  | 12  | 102 | 7    | 38    | 16   | 13  | 10  | 13  | 8    | 14  | 10   | 3*  | 32  | 16   | 12   | 2    | 4    | 14  | 21  | 30   | 13  | 12  | 2285   | 49              | 310               |
| 12                                                     | Clint Bowyer        | 15  | 3   | 18   | 6   | 11   | 1*  | 9   | 8    | 9   | 31  | 2    | 15  | 12    | 20  | 1   | 3   | 5    | 22    | 12   | 35  | 11  | 11  | 12   | 6   | 36   | 5*1 | 23  | 10   | 3    | 35   | 2    | 13  | 21  | 26   | 35  | 8   | 2272   | 63              | 157               |
| 13                                                     | Austin Dillon       | 1   | 14  | 13   | 17  | 10   | 30  | 26  | 15   | 15  | 35  | 26   | 17  | 34    | 12  | 14  | 16  | 37   | 9     | 22   | 21  | 13  | 27  | 4    | 13  | 16   | 22  | 11  | 6    | 39   | 7    | 17   | 11  | 30  | 10   | 8   | 11  | 2245   | 17              | 5                 |
| 14                                                     | Jimmie Johnson      | 38  | 27  | 12   | 14  | 9    | 15  | 35  | 3    | 6   | 12  | 9    | 19  | 5     | 8   | 20  | 11  | 14   | 23    | 14   | 10  | 17  | 30  | 28   | 9   | 39   | 16  | 22  | 8    | 8    | 36   | 7    | 22  | 12  | 15   | 15  | 14  | 2242   | 26              | –                 |
| 15                                                     | Erik Jones          | 36  | 11  | 8    | 9   | 7    | 17  | 4   | 26   | 13  | 39  | 18   | 7   | 19    | 29  | 15  | 7   | 6    | 1     | 7    | 16  | 5   | 5   | 13   | 5   | 8    | 2   | 40  | 11   | 30   | 4    | 8    | 4   | 26  | 4    | 17  | 27  | 2220   | 32              | 5                 |
| 16                                                     | Alex Bowman         | 17  | 20  | 16   | 13  | 13   | 7   | 28  | 5    | 18  | 8   | 23   | 18  | 9     | 27  | 16  | 9   | 10   | 10    | 39   | 11  | 3   | 14  | 19   | 8   | 23   | 33  | 19  | 12   | 4    | 28   | 33   | 9   | 17  | 14   | 30  | 29  | 2204   | 27              | –                 |
| 17                                                     | Ryan Newman         | 8   | 22  | 11   | 11  | 21   | 19  | 27  | 10   | 37  | 9   | 33   | 30  | 35    | 25  | 22  | 24  | 15   | 8     | 21   | 6   | 8   | 19  | 15   | 12  | 19   | 10  | 9   | 15   | 11   | 17   | 25   | 15  | 8   | 18   | 11  | 15  | 769    | 52              | –                 |
| 18                                                     | Ricky Stenhouse Jr. | 29  | 16  | 14   | 23  | 18   | 37  | 25  | 4    | 23  | 5   | 15   | 11  | 10    | 14  | 29  | 18  | 16   | 17*12 | 26   | 30  | 22  | 16  | 18   | 24  | 12   | 34  | 30  | 13   | 37   | 9    | 3    | 20  | 19  | 11   | 33  | 16  | 701    | 57              | 2                 |
| 19                                                     | Paul Menard         | 6   | 17  | 9    | 36  | 19   | 13  | 30  | 13   | 24  | 302 | 34   | 6   | 14    | 11  | 5   | 26  | 13   | 28    | 11   | 17  | 21  | 28  | 16   | 36  | 17   | 9   | 10  | 22   | 33   | 16   | 9    | 32  | 22  | 13   | 29  | 25  | 692    | 80              | 1                 |
| 20                                                     | Jamie McMurray      | 16  | 19  | 36   | 26  | 17   | 26  | 3   | 19   | 19  | 28  | 16   | 31  | 6     | 15  | 10  | 37  | 12   | 30    | 17   | 18  | 20  | 7   | 21   | 29  | 9    | 7   | 35  | 21   | 2    | 18   | 35   | 17  | 16  | 19   | 6   | 18  | 683    | 29              | –                 |
| 21                                                     | Daniel Suárez       | 37  | 15  | 26   | 8   | 23   | 18  | 29  | 11   | 10  | 10  | 3    | 28  | 15    | 24  | 30  | 15  | 11   | 35    | 15   | 22  | 2   | 4   | 11   | 18  | 29   | 18  | 8   | 17   | 21   | 10   | 16   | 24  | 9   | 28   | 36  | 30  | 674    | 34              | –                 |
| 22                                                     | A. J. Allmendinger  | 10  | 29  | 30   | 21  | 22   | 8   | 24  | 17   | 27  | 34  | 21   | 16  | 23    | 22  | 17  | 381 | 24   | 3     | 30   | 36  | 14  | 15  | 22   | 39  | 22   | 37  | 14  | 29   | 7    | 22   | 6    | 21  | 14  | 20   | 12  | 19  | 603    | 26              | 1                 |
| 23                                                     | William Byron (R)   | 23  | 18  | 27   | 12  | 15   | 20  | 10  | 18   | 12  | 29  | 14   | 33  | 39    | 18  | 13  | 25  | 20   | 32    | 20   | 14  | 6   | 8   | 36   | 23  | 35   | 19  | 37  | 20   | 34   | 19   | 20   | 38  | 39  | 16   | 9   | 24  | 587    | 41              | –                 |
| 24                                                     | Chris Buescher      | 5   | 25  | 15   | 29  | 30   | 23  | 15  | 36   | 26  | 11  | 20   | 34  | 29    | 17  | 24  | 12  | 22   | 5     | 23   | 20  | 37  | 20  | 20   | 19  | 13   | 25  | 15  | 30   | 17   | 25   | 21   | 16  | 13  | 23   | 18  | 23  | 585    | 7               | –                 |
| 25                                                     | David Ragan         | 30  | 23  | 23   | 22  | 25   | 25  | 23  | 12   | 33  | 6   | 27   | 13  | 25    | 16  | 38  | 22  | 38   | 15    | 18   | 29  | 19  | 26  | 27   | 17  | 18   | 24  | 27  | 23   | 16   | 24   | 39   | 19  | 18  | 24   | 20  | 20  | 524    | 5               | –                 |
| 26                                                     | Michael McDowell    | 9   | 24  | 37   | 32  | 26   | 21  | 14  | 38   | 31  | 32  | 22   | 20  | 18    | 21  | 25  | 21  | 21   | 26    | 24   | 26  | 16  | 18  | 25   | 37  | 20   | 17  | 29  | 24   | 18   | 26   | 40   | 27  | 25  | 29   | 16  | 28  | 493    | 36              | –                 |
| 27                                                     | Ty Dillon           | 39  | 26  | 24   | 30  | 27   | 22  | 13  | 28   | 20  | 15  | 24   | 38  | 21    | 23  | 21  | 33  | 28   | 6     | 29   | 23  | 24  | 23  | 38   | 21  | 21   | 21  | 34  | 28   | 22   | 29   | 15   | 25  | 15  | 22   | 19  | 22  | 482    | 12              | –                 |
| 28                                                     | Bubba Wallace (R)   | 2   | 32  | 21   | 28  | 20   | 34  | 8   | 16   | 25  | 16  | 25   | 23  | 16    | 38  | 19  | 29  | 23   | 14    | 27   | 24  | 33  | 25  | 23   | 38  | 26   | 38  | 38  | 27   | 36   | 23   | 19   | 26  | 34  | 25   | 10  | 21  | 471    | 5               | –                 |
| 29                                                     | Matt DiBenedetto    | 27  | 31  | 22   | 25  | 31   | 32  | 16  | 21   | 16  | 19  | 29   | 22  | 37    | 37  | 36  | 17  | 29   | 7     | 37   | 28  | 27  | 33  | 24   | 22  | 38   | 36  | 24  | 34   | 13   | 27   | 30   | 23  | 36  | 38   | 21  | 26  | 368    | –               | –                 |
| 30                                                     | Kasey Kahne         | 34  | 21  | 19   | 24  | 24   | 24  | 17  | 34   | 29  | 17  | 17   | 21  | 20    | 36  | 23  | 20  | 27   | 4     | 25   | 19  | 30  | 21  | 26   | 15  | 24   |     |     |      |      |      |      |     |     |      |     |     | 358    | 14              | –                 |
| 31                                                     | Trevor Bayne        | 13  | 35  | 20   | 20  | 37   | 33  | 12  | 24   | 21  | 38  | 19   |     |       |     |     | 27  | 26   | 20    |      |     |     |     | 34   | 11  |      |     | 13  |      | 35   |      | 13   | 30  |     | 21   |     |     | 287    | 6               | –                 |
| 32                                                     | Matt Kenseth        |     |     |      |     |      |     |     |      |     |     |      | 36  | 17    | 13  | 33  |     |      |       | 19   | 15  | 18  | 29  |      |     | 25   | 122 |     | 25   |      | 20   |      |     | 23  |      | 7   | 6   | 268    | 11              | 1                 |
| 33                                                     | Regan Smith         |     |     |      |     |      |     |     |      |     |     |      |     |       |     |     |     |      |       |      |     |     |     |      |     |      | 20  | 12  | 31   | 15   | 21   | 10   | 28  | 28  | 27   | 22  | 39  | 157    | –               | –                 |
| 34                                                     | Corey LaJoie        | 40  |     |      | 37  |      |     |     | 25   |     |     | 38   | 24  | 26    |     | 27  |     | 34   | 31    | 31   | 27  | 39  |     | 40   | 34  | 27   | 27  | 16  | 32   |      | 30   | 32   | 34  |     | 40   |     | 34  | 144    | –               | –                 |
| 35                                                     | Cole Whitt          |     | 28  | 28   |     | 28   | 27  | 19  |      | 30  | 21  |      |     |       | 30  |     | 35  |      |       |      |     |     | 34  |      |     |      |     |     |      | 20   |      |      |     | 24  |      | 25  |     | 132    | –               | –                 |
| 36                                                     | Gray Gaulding       | 20  | 36  | 33   | 34  | 32   | 36  | 20  | 31   | 35  | 24  | 30   | 29  | 31    | 33  | 31  | 30  | 31   |       |      |     | QL  |     | 33   | 40  |      |     |     | 40   |      |      |      |     |     |      |     |     | 119    | –               | –                 |
| 37                                                     | Jeffrey Earnhardt   | 21  | 34  | 31   | 35  | 36   |     |     |      |     |     |      |     | 30    |     |     |     |      | 11    |      |     | 29  |     | 39   |     | 34   | 32  | 25  | 37   | 26   | 31   | 37   | 37  |     |      |     |     | 110    | –               | –                 |
| 38                                                     | Kyle Weatherman     |     |     |      |     |      |     |     |      |     |     |      |     |       |     |     |     | 33   |       |      | 31  | 31  |     |      |     |      |     | 26  |      |      |      |      | 35  |     | 34   |     | 36  | 33     | –               | –                 |
| 39                                                     | Harrison Rhodes     |     | 33  |      |     |      | 35  | 22  | 37   | 36  |     |      |     |       |     |     |     |      |       |      |     |     |     |      |     |      |     |     |      |      | 38   |      |     |     |      |     |     | 24     | –               | –                 |
| 40                                                     | Blake Jones         |     |     |      |     |      |     |     |      |     |     |      |     |       |     |     |     |      |       |      | 33  |     |     | 30   | 27  |      |     |     |      |      |      |      |     |     |      |     |     | 21     | –               | –                 |
| 41                                                     | Mark Thompson       | 22  |     |      |     |      |     |     |      |     |     |      |     |       |     |     |     |      |       |      |     |     |     |      |     |      |     |     |      |      |      |      |     |     |      |     |     | 15     | –               | –                 |
| 42                                                     | Cody Ware           |     |     |      |     |      |     |     |      |     |     | 36†  |     |       |     |     | 36  |      |       |      |     |     |     |      |     |      |     |     |      |      |      | 38   |     |     |      | 28  |     | 11     | –               | –                 |
| 43                                                     | Derrike Cope        |     |     |      |     |      |     |     |      |     |     | 37   |     |       | 34  |     |     |      |       |      |     |     |     |      |     | 33   |     |     |      |      |      |      |     |     |      |     |     | 8      | –               | –                 |
| 44                                                     | Tanner Berryhill    |     |     |      |     |      |     |     |      |     |     |      |     |       |     |     |     |      |       |      |     |     |     |      |     |      |     |     |      |      |      |      |     |     |      | 31  | 38  | 7      | –               | –                 |
| 45                                                     | Chris Cook          |     |     |      |     |      |     |     |      |     |     |      |     |       |     |     | 31  |      |       |      |     |     |     |      |     |      |     |     |      |      |      |      |     |     |      |     |     | 6      | –               | –                 |
| 46                                                     | Tomy Drissi         |     |     |      |     |      |     |     |      |     |     |      |     |       |     |     | 32  |      |       |      |     |     |     |      |     |      |     |     |      |      |      |      |     |     |      |     |     | 5      | –               | –                 |
| 47                                                     | Danica Patrick      | 35  |     |      |     |      |     |     |      |     |     |      |     |       |     |     |     |      |       |      |     |     |     |      |     |      |     |     |      |      |      |      |     |     |      |     |     | 2      | –               | –                 |
| 48                                                     | Alon Day            |     |     |      |     |      |     |     |      |     |     |      |     |       |     |     |     |      |       |      |     |     |     |      |     |      |     |     | 38   |      |      |      |     |     |      |     |     | 1      | –               | –                 |
| 49                                                     | Stanton Barrett     |     |     |      |     |      |     |     |      |     |     |      |     |       |     |     |     |      |       |      |     |     |     |      |     |      |     |     |      | 40   |      |      |     |     |      |     |     | 1      | –               | –                 |
| 50                                                     | Hermie Sadler       |     |     |      |     |      |     |     |      |     |     |      |     |       |     |     |     |      |       |      |     |     |     |      |     |      |     |     |      |      |      |      |     | 40  |      |     |     | 1      | –               | –                 |
| No aptos para sumar puntos                             |                     |     |     |      |     |      |     |     |      |     |     |      |     |       |     |     |     |      |       |      |     |     |     |      |     |      |     |     |      |      |      |      |     |     |      |     |     |        |                 |                   |
|                                                        | Brendan Gaughan     | 28  |     |      |     |      |     |     |      |     | 22  |      |     |       |     |     |     |      | 12    |      |     |     |     |      |     |      |     |     |      |      |      | 12   |     |     |      |     |     |        |                 |                   |
|                                                        | Justin Marks        | 12  |     |      |     |      |     |     |      |     |     |      |     |       |     |     | 28  |      |       |      |     |     |     |      |     |      |     |     |      | 27   |      |      |     |     |      |     |     |        |                 |                   |
|                                                        | D. J. Kennington    | 24  |     |      | 31  |      | 28  |     | 27   |     | 20  |      |     |       |     | 34  |     |      | 13    |      |     |     |     |      |     |      |     |     |      |      |      | 34   |     | 27  |      | 27  |     |        |                 |                   |
|                                                        | David Gilliland     | 14  |     |      |     |      |     |     |      |     |     |      |     |       |     |     |     |      |       |      |     |     |     |      |     |      |     |     |      |      |      |      |     |     |      |     |     |        |                 |                   |
|                                                        | Ray Black Jr.       |     |     |      |     |      |     |     |      |     |     |      |     |       |     |     |     |      | 16    |      |     |     |     |      |     |      |     |     |      |      |      |      |     |     |      |     |     |        |                 |                   |
|                                                        | J. J. Yeley         |     |     |      |     |      | 31  |     |      |     |     |      |     | 38    | 32  |     |     |      | 18    | 38   |     | 28  |     |      | 32  | 31   | 29  | 17  |      | 28   | 32   | 36   | 31  | 31  | 36   | 38  | 32  |        |                 |                   |
|                                                        | Ross Chastain       |     | 30  | 29   | 27  | 29   | 29  | 18  | 39   | 28  | 25  | 28   | 26  | 24    | 28  | 26  |     | 30   | 21    | 28   | 25  | 35  | 32  | 35   | 26  | 28   | 26  | 20  | 33   | 24   | 37   | 24   | 39  | 29  | 32   | 24  | 33  |        |                 |                   |
|                                                        | Landon Cassill      |     |     |      |     |      | 38  | 21  | 20   | 34  |     | 31   | 25  | 28    | 31  | 32  |     | 36   | 24    | 33   | 37  | 34  | 31  | 29   | 25  | 30   | 31  | 18  | 36   | 29   | 33   | 22   | 29  | 32  | 35   | 26  | 31  |        |                 |                   |
|                                                        | Joey Gase           |     |     | 32   |     |      |     |     |      |     | 27  |      |     |       |     |     |     |      | 25    |      |     |     |     |      |     | 40   |     |     | 35   |      |      | 18   |     | 35  | 37   |     |     |        |                 |                   |
|                                                        | Parker Kligerman    |     |     |      |     |      |     |     |      |     |     |      |     | 27    |     |     | 23  |      |       |      |     |     | 24  |      |     |      |     |     |      |      |      |      |     |     | 31   |     |     |        |                 |                   |
|                                                        | Daniel Hemric       |     |     |      |     |      |     |     |      | 32  |     |      |     |       |     |     |     |      |       |      |     |     |     |      |     |      |     |     |      | 23   |      |      |     |     |      |     |     |        |                 |                   |
|                                                        | Timothy Peters      |     |     |      |     |      |     |     |      |     | 23  |      |     |       |     |     |     |      | DNQ   |      |     |     |     |      |     |      |     |     |      |      |      |      |     |     |      |     |     |        |                 |                   |
|                                                        | Cole Custer         |     |     | 25   |     |      |     |     |      |     |     |      |     |       | 26  |     |     |      |       |      |     |     |     |      |     |      |     |     | 26   |      |      |      |     |     |      |     |     |        |                 |                   |
|                                                        | Reed Sorenson       |     |     |      |     | 34   |     | 31  | 32   | 38  | 37  | 32   | 27  |       |     |     |     | 32   |       |      |     | 32  |     | QL   | 33  |      | 28  | 31  |      |      |      |      | 36  |     | 33   |     |     |        |                 |                   |
|                                                        | B. J. McLeod        |     |     |      |     |      |     |     |      |     |     |      | 35  | 33    |     | 37  |     | 35   |       | 32   | 34  | 40  |     | 31   | DNQ | 32   | 30  | 28  |      |      | 34   |      | 33  |     |      |     | 35  |        |                 |                   |
|                                                        | Timmy Hill          |     |     |      | 33  | 33   |     |     |      |     | 36  |      | 32  | 32    |     | 35  |     | 39   |       | 34   |     | 36  |     | 37   | 28  | 37   | 35  | 33  | 39   | 38   | 39   |      | 40  | 38  | DNQ  | 39  | 37  |        |                 |                   |
|                                                        | Garrett Smithley    |     |     |      |     |      |     |     |      |     |     |      |     |       |     | 39  |     |      |       | 36   |     |     |     | 32   |     |      |     |     |      |      |      |      |     |     |      |     |     |        |                 |                   |
|                                                        | Chad Finchum        |     |     |      |     |      |     |     | 33   |     |     |      |     |       |     |     |     |      |       |      |     |     |     |      |     |      |     |     |      |      |      |      |     |     |      |     |     |        |                 |                   |
|                                                        | Jeb Burton          |     |     |      |     |      |     |     |      |     |     |      |     |       |     |     |     |      |       |      |     |     |     |      |     |      |     |     |      |      |      |      |     | 33  |      |     |     |        |                 |                   |
|                                                        | Jesse Little        |     |     |      |     |      |     |     |      |     |     |      |     |       |     |     |     |      |       | 35   |     |     |     |      | 35  |      |     |     |      |      |      |      |     |     |      |     |     |        |                 |                   |
|                                                        | Spencer Gallagher   |     |     |      |     |      |     |     |      |     |     |      |     |       |     |     |     |      |       |      |     |     | 35  |      |     |      |     |     |      |      |      |      |     |     |      |     |     |        |                 |                   |
|                                                        | Josh Bilicki        |     |     |      |     |      |     |     |      |     |     |      |     |       |     |     |     |      |       |      |     |     | 36  |      |     |      |     |     |      |      |      |      |     |     |      |     |     |        |                 |                   |
|                                                        | David Starr         |     |     |      |     |      |     |     |      |     |     |      |     |       |     |     |     |      |       |      |     |     |     |      |     |      | 39  |     |      |      |      | DNQ  |     |     | 39   |     |     |        |                 |                   |
| Pos.                                                   | Piloto              | DAY | ATL | LVS  | PHO | CAL  | MAR | TEX | BRI  | RCH | TAL | DOV  | KAN | CLT   | POC | MCH | SON | CHI  | DAY   | KEN  | NHA | POC | GLN | MCH  | BRI | DAR  | IND | LVS | RCH  | ROV  | DOV  | TAL  | KAN | MAR | TEX  | PHO | HOM | Puntos | Puntos de etapa | Puntos de playoff |
| † – Cody Ware fue habilitado a sumar puntos en Sonoma. |                     |     |     |      |     |      |     |     |      |     |     |      |     |       |     |     |     |      |       |      |     |     |     |      |     |      |     |     |      |      |      |      |     |     |      |     |     |        |                 |                   |

### Campeonato de Fabricantes
| Pos. | Fabricante | Victorias | Puntos |
| ---- | ---------- | --------- | ------ |
| 1    | Ford       | 19        | 1310   |
| 2    | Toyota     | 13        | 1286   |
| 3    | Chevrolet  | 4         | 1187   |